# Louis Penverne
Pas d'image ? Cliquez ici

a Compétitions nationales et continentales officielles uniquement.

b Matchs officiels uniquement.
Dernière mise à jour le 18 juin 2024.
Louis Penverne, né le 22 février 2003, est un joueur français de rugby à XV qui joue au poste de pilier gauche au Stade rochelais.

## Biographie

### Jeunesse et formation
Originaire de la Bretagne, Louis Penverne commence le rugby à XV à Lorient en 2011, au Rugby Ovalie Lorient, à l'âge de neuf ans. En parallèle, il pratique le judo et fait partie des meilleurs jeunes de sa région. Il décide finalement d'arrêter ce sport en moins de 16 ans pour se concentrer au rugby. Puis, en 2020 il rejoint le RC Vannes, en juniors, qui le suivait depuis plusieurs années,.
À l'été 2021, il est recruté par le Stade rochelais lors de son passage en espoir. En fin d'année, il est sélectionné en équipe de France des moins de 20 ans dans un groupe de soixante joueurs pour un stage de préparation au Tournoi des Six Nations des moins de 20 ans 2022. Il n'est cependant pas appelé dans le groupe final. Finalement, il est convoqué pour la deuxième journée contre l'Irlande et est présent sur la feuille de match mais n'entre pas en jeu. Il ne joue aucun match du tournoi.

### Débuts professionnels et champion du monde junior (2022-2023)
Durant la saison 2022-2023, Louis Penverne fait ses débuts professionnels avec le Stade rochelais. Il joue pour la première fois avec les Maritimes le 29 octobre 2022 lors de la neuvième journée de Top 14, contre la Section paloise. Il entre en jeu en toute fin de partie à la place de Quentin Lespiaucq et joue deux minutes,. Il s'agit de son seul match de la saison. Il est également sélectionné avec les Bleuets pour le Tournoi des Six Nations des moins de 20 ans 2023. Il joue tous les matchs du tournoi et marque notamment son premier essai, face à l'Angleterre,. Quelques mois après, les Rochelais perdent la finale du championnat contre le Stade toulousain qui s'impose en fin de match et l'emporte 29 à 26,.
En fin de saison, il est retenu pour participer au Championnat du monde junior 2023. Il joue les deux premiers matchs de poule en tant que titulaire contre le Japon puis la Nouvelle-Zélande, avant d'être laissé au repose pour le dernier match face au pays de Galles. Première de son groupe, la France se qualifie donc en demi-finale où elle bat l'Angleterre 52-31, retrouvant ainsi la finale pour la troisième fois consécutive. Pour cette dernière rencontre face à l'Irlande, Louis Penverne déclare forfait à la dernière minute et est remplacé par Lino Julien. À la fin de la compétition, il est sacré champion du monde avec ses coéquipiers après avoir remporté largement la finale sur le score de 50 à 14 face aux Irlandais.

### Révélation (depuis 2023)
Avant la reprise de la saison 2023-2024, Louis Penverne fait partie des jeunes joueurs les plus prometteurs du Stade rochelais, qui compte sur lui pour la saison à venir. Il doit faire face à la concurrence de Reda Wardi, le titulaire indiscutable, Thierry Païva, Alexandre Kaddouri, voire Joel Sclavi au poste de pilier gauche. Avec la blessure de Païva dans un premier temps, puis de Wardi et Sclavi dans un second temps, le jeune Louis Penverne est propulsé comme le titulaire du club à son poste, avec la confiance de son entraîneur Ronan O'Gara. Il obtient sa première titularisation contre le RC Toulon, fin janvier 2024, réalisant une prestation prometteuse. Au retour de blessure de Sclavi, il garde sa place dans le XV de départ rochelais, reléguant Sclavi sur le banc des remplaçants, y compris en Champions Cup. C'est aussi durant cette compétition qu'il marque les deux premiers essais de sa carrière avec son club formateur, face aux Stormers, puis au Leinster la semaine suivante. Lors de la dernière journée de championnat, il se blesse à une cheville, lui faisant ainsi manquer la fin de saison de son club et les phases finales du Top 14,, où le Stade rochelais est éliminé en demi-finale par le Stade toulousain. Louis Penverne a ainsi joué seize matchs toutes compétitions confondues durant cette saison et est l'une des révélations du championnat, à son poste.

## Palmarès

### En club
- Stade rochelais
  - Finaliste du Championnat de France en 2023[N 1]

### En sélection nationale
- France -20
  - Vainqueur du Championnat du monde junior en 2023